# Disciseda errurraga
Disciseda errurraga är en svampart som beskrevs av Grgur. 1997. Disciseda errurraga ingår i släktet Disciseda och familjen Agaricaceae.   Inga underarter finns listade i Catalogue of Life.